# Алакольський сільський округ (Железинський район)
Алако́льський сільський округ (каз. Алакөл ауылдық округі, рос. Алакольский сельский округ) — адміністративна одиниця у складі Железинського району Павлодарської області Казахстану. Адміністративний центр та єдиний населений пункт — село Алаколь.
Населення — 632 особи (2021; 776 у 2009, 1362 у 1999, 1513 у 1989).
Станом на 1989 рік існувала Алакольська сільська рада (села Алаколь, Шипкуль). Село Шипкуль було ліквідовано 2012 року.

## Склад
До складу округу входять такі населені пункти:
| Населений пункт | Старі назви | Населення, осіб (1989) | Населення, осіб (1999) | Населення, осіб (2009) | Населення, осіб (2021) |
| --------------- | ----------- | ---------------------- | ---------------------- | ---------------------- | ---------------------- |
| Алаколь, село   | -           | 1193                   | 1135                   | 776                    | 632                    |
| Шипкуль, село   | -           | 320                    | 227                    | -                      | -                      |